# Winklerostreptus rackae
Winklerostreptus rackae är en mångfotingart som beskrevs av Demange 1969. Winklerostreptus rackae ingår i släktet Winklerostreptus och familjen Harpagophoridae. Inga underarter finns listade i Catalogue of Life.